# Lijst van voetbalinterlands Azerbeidzjan - Luxemburg
Deze lijst van voetbalinterlands is een overzicht van alle officiële voetbalwedstrijden tussen de nationale teams van Azerbeidzjan en Luxemburg. De landen speelden tot op heden zeven keer tegen elkaar. De eerste ontmoeting, een vriendschappelijke wedstrijd, werd gespeeld in Luxemburg op 3 maart 2010. Het laatste duel, een kwalificatiewedstrijd voor het Wereldkampioenschap voetbal 2022, vond plaats op 11 november 2021 in Bakoe.

## Wedstrijden
| № | Plaats    | Datum            | Competitie                  | Wedstrijd                | Uitslag |
| - | --------- | ---------------- | --------------------------- | ------------------------ | ------- |
| 1 | Luxemburg | 3 maart 2010     | Vriendschappelijk           | Luxemburg – Azerbeidzjan | 1 – 2   |
| 2 | Luxemburg | 22 maart 2013    | WK 2014 kwalificatie        | Luxemburg − Azerbeidzjan | 0 − 0   |
| 3 | Bakoe     | 7 juni 2013      | WK 2014 kwalificatie        | Azerbeidzjan − Luxemburg | 1 − 1   |
| 4 | Bakoe     | 5 september 2020 | UEFA Nations League 2020/21 | Azerbeidzjan − Luxemburg | 1 − 2   |
| 5 | Luxemburg | 17 november 2020 | UEFA Nations League 2020/21 | Luxemburg − Azerbeidzjan | 0 − 0   |
| 6 | Luxemburg | 1 september 2021 | WK 2022 kwalificatie        | Luxemburg − Azerbeidzjan | 2 − 1   |
| 7 | Bakoe     | 11 november 2021 | WK 2022 kwalificatie        | Azerbeidzjan − Luxemburg | 1 − 3   |

## Samenvatting
| Competitie          | Totaal gespeeld | Winst Azerbeidzjan | Gelijk | Winst Luxemburg | Doelsaldo Azerbeidzjan – Luxemburg |
| ------------------- | --------------- | ------------------ | ------ | --------------- | ---------------------------------- |
| WK-kwalificatie     | 4               | 0                  | 2      | 2               | 3 − 6                              |
| UEFA Nations League | 2               | 0                  | 1      | 1               | 1 − 2                              |
| Vriendschappelijk   | 1               | 1                  | 0      | 0               | 2 − 1                              |
| Totaal              | 7               | 1                  | 3      | 3               | 6 − 9                              |

Wedstrijden bepaald door strafschoppen worden, in lijn met de FIFA, als een gelijkspel gerekend.

## Details

### Eerste ontmoeting
| Vriendschappelijk (Luxemburg, Luxemburg, 3 maart 2010): |       |                                      |
| Luxemburg                                               | 1 – 2 | Azerbeidzjan                         |
| Jeff Strasser 33'                                       | goals | 27' Farid Guliyev 36' Elvin Mammadov |

### Tweede ontmoeting
| WK 2014 kwalificatie (Luxemburg, Luxemburg, 22 maart 2013): |       |              |
| Luxemburg                                                   | 0 – 0 | Azerbeidzjan |
|                                                             | goals |              |

### Derde ontmoeting
| WK 2014 kwalificatie (Bakoe, Azerbeidzjan, 7 juni 2013): |       |                   |
| Azerbeidzjan                                             | 1 − 1 | Luxemburg         |
| Ruslan Abishov 71' Branimir Subasic 85'                  | goals | 79' Stefano Bensi |

### Vierde ontmoeting
| UEFA Nations League 2020/21 (Bakoe, Azerbeidzjan, 5 september 2020): |       |                                                          |
| Azerbeidzjan                                                         | 1 – 2 | Luxemburg                                                |
| Ramil Şeydayev 43'                                                   | goals | 48' (e.d.) Anton Krivotsjoek 72' (pen.) Gerson Rodrigues |

### Vijfde ontmoeting
| UEFA Nations League 2020/21 (Luxemburg, Luxemburg, 17 november 2020): |       |              |
| Luxemburg                                                             | 0 – 0 | Azerbeidzjan |
|                                                                       | goals |              |

AFFA · A-internationals · Bondscoaches · Statistieken · Azerbeidzjaans vrouwenelftal · Azerbeidzjan U21 · Azerbeidzjan U20 · Azerbeidzjan U19 · Azerbeidzjan U18 · Azerbeidzjan U17 · Azerbeidzjan U16
1992 – 1999 ·
2000 – 2009 ·
2010 – 2019 ·
2020 − 2029
1992 · 
1993 · 
1994 · 
1995 · 
1996 · 
1997 · 
1998 · 
1999 · 
2000 · 
2001 · 
2002 · 
2003 · 
2004 · 
2005 · 
2006 · 
2007 · 
2008 · 
2009 · 
2010 · 
2011 · 
2012 · 
2013 · 
2014 · 
2015 · 
2016 · 
2017 ·
2018 ·
2019 ·
2020 ·
2021 ·
2022 ·
2023 ·
2024
Albanië ·
Andorra ·
Bahrein ·
België ·
Bosnië en Herzegovina · 
Bulgarije ·
Canada ·
Cyprus ·
Duitsland ·
Engeland ·
Estland ·
Faeröer ·
Filipijnen ·
Finland ·
Frankrijk ·
Georgië ·
Honduras ·
Hongarije ·
Ierland ·
IJsland ·
India ·
Irak ·
Iran ·
Israël ·
Italië ·
Japan · 
Jordanië ·
Kazachstan ·
Kirgizië · 
Koeweit · 
Kosovo · 
Kroatië · 
Letland ·
Liechtenstein ·
Litouwen ·
Luxemburg ·
Malta ·
Moldavië ·
Mongolië ·
Montenegro ·
Noord-Ierland ·
Noord-Macedonië ·
Noorwegen ·
Oekraïne ·
Oezbekistan ·
Oman ·
Oostenrijk ·
Palestina ·
Polen ·
Portugal ·
Qatar ·
Roemenië ·
Rusland ·
San Marino ·
Saoedi-Arabië ·
Servië ·
Servië en Montenegro ·
Singapore ·
Slovenië ·
Slowakije ·
Spanje ·
Tadzjikistan · 
Trinidad en Tobago · 
Tsjechië ·
Turkije · 
Turkmenistan · 
Verenigde Arabische Emiraten ·
Verenigde Staten ·
Wales ·
Wit-Rusland ·
Zwitserland ·
Zweden
FLF · A-internationals · Bondscoaches · Statistieken · Luxemburgs vrouwenelftal · Luxemburg U21 · Luxemburg U19 · Luxemburg U18 · Luxemburg U17 · Luxemburg U16
1911 – 1919 ·
1920 – 1929 ·
1930 – 1939 ·
1940 – 1949 ·
1950 – 1959 ·
1960 – 1969 ·
1970 – 1979 ·
1980 – 1989 ·
1990 – 1999 ·
2000 – 2009 ·
2010 – 2019 ·
2020 − 2029
OS 1920 · 
OS 1924 · 
OS 1928 · 
OS 1936 · 
OS 1948 · 
OS 1952
1911 · 
1912 · 
1913 · 
1914 · 
1915 · 1916 · 1917 · 1918 · 1919 · 
1920 · 
1921 · 1922 · 1923 · 
1924 · 
1925 · 1926 · 
1927 · 
1928 · 
1929 · 1930 · 1931 · 1932 · 1933 · 
1934 · 
1935 · 
1936 · 
1937 · 
1938 · 
1939 · 
1940 · 
1941 · 1942 · 1943 · 1944 · 
1945 · 
1946 · 
1947 · 
1948 · 
1949 · 
1950 · 
1952 · 
1952 · 
1953 · 
1954 · 
1955 · 
1956 · 
1957 · 
1958 · 
1959 · 
1960 · 
1961 · 
1962 · 
1963 · 
1964 · 
1965 · 
1966 · 
1967 · 
1968 · 
1969 · 
1970 · 
1971 · 
1972 · 
1973 · 
1974 · 
1975 · 
1976 · 
1977 · 
1978 · 
1979 · 
1980 · 
1981 · 
1982 · 
1983 · 
1984 · 
1985 · 
1986 · 
1987 · 
1988 · 
1989 · 
1990 · 
1991 · 
1992 · 
1993 · 
1994 · 
1995 · 
1996 · 
1997 · 
1998 · 
1999 · 
2000 · 
2001 · 
2002 · 
2003 · 
2004 · 
2005 · 
2006 · 
2007 · 
2008 · 
2009 · 
2010 · 
2011 · 
2012 · 
2013 · 
2014 · 
2015 ·
2016 ·
2017 ·
2018 ·
2019 ·
2020 ·
2021
Afghanistan ·
Albanië ·
Algerije ·
Armenië ·
Azerbeidzjan ·
België ·
Bosnië en Herzegovina ·
Brazilië ·
Bulgarije ·
Canada ·
Cyprus ·
DDR ·
Denemarken ·
(West-)Duitsland ·
Egypte ·
Engeland ·
Estland ·
Faeröer ·
Finland ·
Frankrijk ·
Gambia ·
Georgië ·
Griekenland ·
Hongarije ·
Ierland ·
IJsland ·
Israël ·
Italië ·
Japan ·
Joegoslavië ·
Kaapverdië ·
Kameroen ·
Kazachstan ·
Letland ·
Liechtenstein ·
Litouwen ·
Madagaskar ·
Malta ·
Marokko ·
Mexico ·
Moldavië ·
Montenegro ·
Myanmar ·
Nederland ·
Nigeria ·
Noord-Ierland ·
Noord-Macedonië ·
Noorwegen ·
Oekraïne ·
Oostenrijk ·
Polen ·
Portugal ·
Qatar ·
Roemenië ·
Rusland ·
San Marino ·
Saoedi-Arabië ·
Schotland ·
Senegal ·
Servië ·
Servië en Montenegro ·
Slovenië ·
Slowakije ·
Sovjet-Unie ·
Spanje ·
Thailand ·
Togo ·
Tsjechië ·
Tsjecho-Slowakije ·
Turkije ·
Uruguay ·
Verenigde Staten ·
Wales ·
Wit-Rusland ·
Zuid-Korea ·
Zweden ·
Zwitserland